# Testowanie gier komputerowych
Testowanie gier komputerowych – proces testowania oprogramowania zaadaptowany na potrzeby gier komputerowych. Rozpoczyna się, zależnie od budżetu firmy produkującej grę, w różnych fazach. Wysoko-budżetowe tytuły (tzw. AAA) testowane są od pierwszej grywalnej wersji alfa, podczas gdy nisko-budżetowe gry często czekają na testy do utworzenia wersji RC (ang. release candidate). Profesjonalne testowanie gier polega na generalnym grywalnym testowaniu, lecz możliwe są także publiczne beta-testy lub testy napięciowe, gdzie przyszli gracze sami zajmują się graniem i raportowaniem o błędach. Wersje sklepowe to najczęściej późne bety bądź RC.